# Bombay Talkie
Bombay Talkie is een Amerikaanse dramafilm uit 1970 onder regie van James Ivory.

## Verhaal
De Amerikaanse auteur Lucia Lane reist naar Bombay om er opnamen bij te wonen van een verfilming van een boek. De scenarist Hari wil haar de stad tonen, maar Lucia is meer geïnteresseerd in Vikram, de hoofdrolspeler in de film.

## Rolverdeling
| Acteur          | Personage       |
| --------------- | --------------- |
| Shashi Kapoor   | Vikram          |
| Jennifer Kendal | Lucia Lane      |
| Zia Mohyeddin   | Hari            |
| Aparna Sen      | Mala            |
| Utpal Dutt      | Bose            |
| Nadira          | Anjana Devi     |
| Pinchoo Kapoor  | Swamiji         |
| Helen           | Heldin in goud  |
| Usha Iyer       | Cabaretzangeres |
| Ruby Mayer      | Gopal Mia       |
| Prayag Raj      | Regisseur       |
| Jalal Agha      | Jongeman        |
| Anwar Ali       | Jongeman        |
| Mohan Nadkarni  | Jongeman        |
| Sukhdev         | Man in de bar   |